# Caveman – Der aus der Höhle kam
Caveman (deutsch: Höhlenmensch), aus dem Jahre 1981, ist eine US-amerikanische Filmkomödie des Regisseurs Carl Gottlieb über die Abenteuer des Steinzeitmenschen Atouk, gespielt vom Ex-Beatle Ringo Starr.
Einfach gemachte Spezialeffekte, wie Dinosaurier aus Gummi, unterstreichen die klamaukartige Komik des Films, der nicht nur wegen seines Hauptdarstellers Ringo Starr zu einem Kultfilm wurde. Der Film wird bis auf eine einzige Ausnahme ausschließlich in einer Steinzeit-Kunstsprache gesprochen, ist aber dennoch für jeden verständlich. Caveman wurde im selben Jahr gedreht wie der seriöse Film Am Anfang war das Feuer.

## Handlung
Der Höhlenmensch Atouk verliebt sich in die aufreizende Lana, die Frau seines Sippenhäuptlings Tonda. Der eifersüchtige Tonda verbannt Atouk aus der Sippe. In der Wildnis trifft er auf den einfältigen Lar und die hübsche Tala. Zusammen bestehen sie diverse Abenteuer und Kämpfe gegen Dinosaurier. Atouk entdeckt die Vorteile des aufrechten Gangs und die Wirkung von bestimmten Pflanzen als Schlafmittel. Zusammen mit seinen neuen Gefährten stößt er auf den Nutzen von Feuer und erfindet auch die Musik.

## Trivia
Während der Dreharbeiten 1980 verliebten sich Ringo Starr und Barbara Bach; sie heirateten am 27. April 1981.